# 哈多集團
哈多集团（烏克蘭語：ХАДО），乌克兰再生剂、润滑油、润滑脂和汽车化学生产商。

## 历史
哈多公司于1991年在乌克兰哈尔科夫成立。ХАДО是俄文“харьковский дом”的缩写。1998年，公司生产的再生剂（润滑油添加剂）申请了发明专利。1999年12月公司第一批产品（汽油发动机用再生剂）面世。自2004年，公司开始生产添加了原子态再生剂的哈多原子态润滑油 。
哈多公司生产250多种产品，主要针对汽车养护。据2011年3月数据统计，公司产品行销60多个国家。公司最有名的产品为哈多膏剂、哈多原子态润滑油和VeryLube汽车化学产品。根据行业专业人士测评，哈多在俄罗斯进口及国内抗磨产品市场上也是重要生力军。她几乎活跃在俄罗斯所有主要城市，其产品占市场份额的24%，在纳米陶瓷领域其产品份额几乎占到90%。.

## 哈多与体育
- 哈多拥有乌克兰拉力及环形赛道冠军车队XADO Motorsport。
- 2004－2009年为俄罗斯КАМАЗ-мастер车队合作伙伴。[3]
- 2007－2008年为俄罗斯拳击手尼古拉·瓦盧耶夫合作伙伴。
- 为第一支乌克兰在国际电脑游戏赛事取胜的电游团队Pro100! XADO的赞助商。